# Presse privée
Pour les articles homonymes, voir The Private Press.

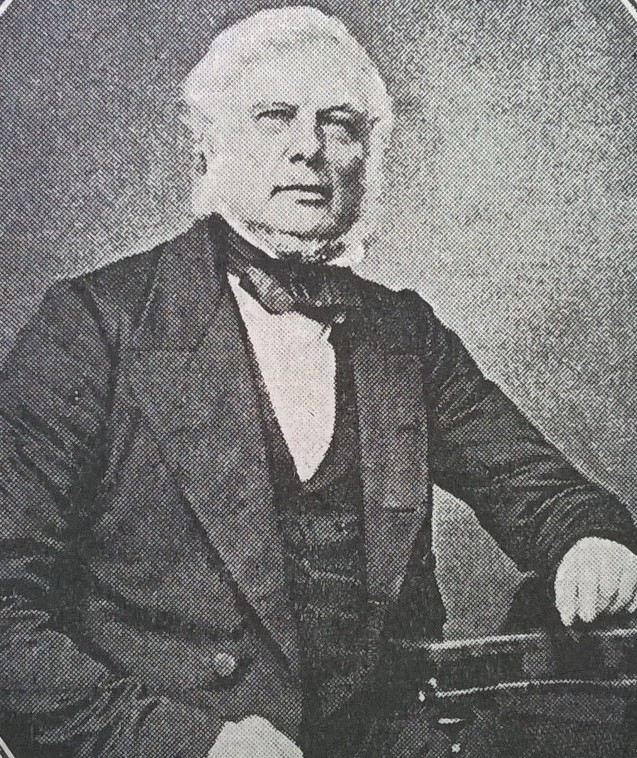
William Bradbury (1799-1869).

L'expression « presse privée » est la traduction littérale de l’anglais private press. Ce terme spécifique désigne une petite entreprise regroupant maison d’édition et imprimerie, parfois aussi un atelier de reliure, un fabricant de papier, une fonderie typographique, qui produit des livres dans un but esthétique et qualitatif, et non strictement commercial. Parce que le mouvement, lié à l'Arts and Crafts et à l'esthétisme, s’est principalement développé en Angleterre à la fin du XIXe et au début du XXe siècle, on trouve souvent private press employé en français, mais presse privée est attesté chez les auteurs français, et le mot « presse », principalement lié au journalisme, désigne fréquemment en français, au pluriel (« presses »), une maison d’édition.

## Caractéristiques
On considère généralement qu’une presse privée réalise tous ses ouvrages sans faire appel à des intervenants extérieurs, n’utilise pas de caractères commerciaux, mais dans les faits presque toutes ont eu recours à une sous-traitance, ne serait-ce que ponctuellement. Selon Will Ransom (1929), a private press may be defined as the typographic expression of an ideal, conceived in freedom and maintained in independence (une presse privée peut être définie comme l'expression typographique d'un idéal, conçue dans la liberté et maintenue dans l'indépendance).
Cette dénomination s’applique aussi, dans le domaine anglo-saxon, aux maisons de disques œuvrant dans le même esprit, par opposition aux major companies.
Par leurs petits tirages et donc leur rareté, leur originalité, leur souci de présentation et de qualité, les ouvrages des presses privées sont recherchés par les bibliophiles.

## Histoire
S'il a bien entendu existé des presses privées depuis les origines de l’imprimerie, par exemple sous l’enseigne Ad Insigne Pinus, des humanistes produisent des ouvrages de qualité à Augsbourg de 1594 à 1619, et qu'aux débuts de l’imprimerie, les imprimeurs jouaient aussi le rôle d’éditeurs, le concept de « presse privée » n’a véritablement pu exister qu’à partir du moment où les activités se sont diversifiées dans des buts de rendement commercial, avant même que la mécanisation, puis l’industrialisation des procédés, n’apparaissent. 
Le concept de private press émerge au XVIIIe siècle en Angleterre et prend son essor au siècle suivant, en réaction à l'industrialisation des métiers du livre et est également rendue possible par la libéralisation des métiers de la presse et de l'édition (le droit de publier librement, sans avoir à demander un privilège), dont là encore l'Angleterre fut l'exemple. Il faut cependant préciser que les tirages de ces éditeurs sont beaucoup plus faibles que ceux des éditeurs classiques : le législateur les considère comme « hors-commerce », vendus sous un régime associatif, par souscription, ou entre sociétaires et amateurs bibliophiles, ce qui permet parfois d'échapper au dépôt légal ou aux normes en vigueur en matière de copyright. C'est ainsi qu'il faut entendre en anglais le terme private : l'œuvre éditoriale d'un individu, pour son seul plaisir, à ses frais et pour la joie de quelques amis. Ces amis ou compagnons forment ce qu'il est convenu d'appeler une société ou un atelier dont l'esprit d'indépendance est revendiqué à travers une identité forte. Cet esprit est déjà présent chez les adeptes du saint-simonisme en France dans les années 1830-1840. Un peu plus tôt, deux exemples célèbres montrent la difficulté d'une telle entreprise : d'abord Honoré de Balzac qui entre 1825 et 1827 cherche à contrôler la chaîne du livre de façon verticale : machine à imprimer, fonderie de caractère, reliure, cette série d'opérations le ruine. Le second exemple convoque Gaetano Polidori, qui, vers 1847 à Londres, chez lui, acquiert une presse à imprimer, et un atelier de reliure, et produit des livres écrits par ses petits enfants, Dante Gabriel Rossetti et Christina Rossetti. D'autres exemples sont notoires : l'atelier de Benjamin Franklin et ses expérimentations gravées, celui de William Blake et de son épouse Catherine qui contrôlaient toute la chaîne sauf le papier, et en France, les expériences d'Alphonse Derenne et de Richard Lesclide. 
La Pre-Raphaelite Brotherhood, fondé par Rossetti en 1848, aura une grande influence sur l'esprit du mouvement Arts and Crafts. La dénomination private press émerge justement au tournant des années 1890, avec la fondation de la Kelmscott Press par William Morris ; elle eut de nombreux compagnons et suiveurs.
En 1890, William Morris, avec la collaboration active d’Emery Walker, crée la Kelmscott Press. Il dessine sa propre typographie, réalise les abondants décors des pages, et confie à ses amis artistes, dont Edward Burne-Jones, l’illustration des ouvrages. Il fait fabriquer manuellement son papier et ses reliures par des artisans. L’ensemble tend à privilégier le travail manuel, le souci de la perfection et de l’unité entre les différentes parties du livre, globalement inspiré par les modèles médiévaux. En même temps, c’est refuser le progrès technologique de l’époque et ses bouleversements qui laissent de côté la tradition pour mettre en avant la production de masse, la standardisation, avec les pertes de qualité induites. 
Autour du noyau formé par Morris et ses amis, vont s'ouvrir, principalement en Angleterre, de nombreuses private presses : en 1894, l'Eragny Press de Lucien Pissarro ; en 1895, Charles Henry St John Hornby, ami de Morris et encouragé par Emery Walker et S. C. Cockerell, fonde l'Ashendene Press. En 1900, le relieur T. J. Cobden-Sanderson crée la Doves Press, associé un temps avec Emery Walker. Dès 1905, la collection Everyman's Library publiée par J. M. Dent & Co. montre l'influence évidente de Morris et du mouvement sur de plus gros éditeurs.
Le mouvement essaime aux États-Unis, d'abord à Chicago, puis à New York et San Francisco. La revue The Chap-Book eut un impact esthétique non négligeable.
En Italie, l’Allemand Hans Mardersteig, naturalisé Italien sous le nom de Giovanni Mardersteig, anime l’Officina Bodoni.
En France, la dynamique des petites structures est soutenues par la vitalité des publications de type revue littéraire et illustrées, souvent portées par des manifestes, des prises de position à la fois politique et esthétique : chacune tente de lancer une structure éditoriale. Certaines échouent comme le phalanstère de l'Abbaye de Créteil (1905-1907), d'autres sont bientôt rachetées par de plus grandes qu'elles. 
L’ensemble subira durement la crise des années 1930 et la plupart ferment leurs portes avant la Seconde Guerre mondiale. L'évolution des techniques de l'imprimerie rendront difficile, voire impossible, le travail artisanal et manuel prôné par les tenants des presses privées.
Après la guerre, de nouvelles structures apparaissent autour d’artistes et de bibliophiles qui veulent, soit perpétuer les anciennes techniques typographiques, soit lancer de nouvelles recherches expérimentales, tant sur le plan des formes imprimées que sur les textes.

## Typographie
La plupart des créateurs de presses privées dessinent ou font dessiner leurs propres caractères. Ils cherchent en général à revenir aux origines de l'imprimerie, se référant à des modèles médiévaux librement interprétés (Chaucer Type, King's Type) ou aux humanes classiques comme celles de Jenson. Le Londonien Edward Prince grave la plupart des poinçons de ces caractères.
- William Morris (Kelmscott Press) : Golden Type (1891), Troy Type, Chaucer Type
- Thomas James Cobden-Sanderson et Emery Walker (Doves Press): Doves Type
- Charles Ricketts (Vale press) : Vale Type, Avon Type, King's Type
- Lucien Pissarro : Brook  (Eragny Press), Distel (Zilverdistel)
- S. H. de Roos : Zilver (Zilverdistel)
- Giovanni Mardersteig : Dante, Griffo, Zeno.

## Presses privées notables
- Strawberry Hill Press, dite aussi l’Officina Arbuteana de Horace Walpole, considérée comme la première private press britannique (1757).
- The Press de Gaetano Polidori (1764-1853), grand-père de Dante Gabriel Rossetti de Christina Rossetti dont il publie les premiers poèmes. Il publie ses propres œuvres et le poème Osteologia écrit par son père Agostino Ansano Polidori en 1763.
- Chiswick Press de Charles Whittingham I (1767–1840) de 1811 à 1962.
- Daniel Press, de Charles Henry Olive Daniel (1836-1919) à Oxford de 1874 à 1903.
- The Bodley Head lancée en 1887 par John Lane et Charles Elkin Mathews, et jusqu'en 1892-1893.
- Kelmscott Press créée par William Morris en 1890.
- Essex House Press (1890-1910) de Charles Robert Ashbee, qui hérita de la presse manuelle de Kelmscott Press.
- The Mosher Press de Thomas Bird Mosher (1852-1923) en 1891 à Portland (Maine), considérée comme la première private press américaine.
- Eragny Press, fondée en 1894 par Lucien Pissarro et son épouse Esther en Angleterre (Éragny était le village où résida Camille Pissarro, père de Lucien).
- Caradoc Press (1899-1909) du graveur sur bois Harry George Webb (1882-1914) et son épouse Hesba, à Chiswick[5].
- The Vale press (1894-1904), de Charles Ricketts et Charles H. Shannon.
- Ashendene Press (1895-1915, puis 1920-1935), lancée par Charles Henry St John Hornby.
- Wayside Press, lancée en 1895 par William Bradley à Springfield.
- Roycroft Press, lancée en 1896 par Elbert Green Hubbard à Aurora.
- Doves Press (1900-1916) de Thomas James Cobden-Sanderson et Emery Walker.
- Dun Emer Press, de Elizabeth Yeats, 1903.
- Les éditions de l’Abbaye (1906-1909), à Créteil.
- Trovillion Press at the Sign of the Silver Horse, lancée par Hal W. Trovillion à Herrin (Illinois) en 1908.
- Zilverdistel, fondée en 1909 par Jan Greshoff, Jacobus Cornelis Bloem et Pieter Nicolaas Van Eyck, à La Haye, Pays-Bas.
- Pan-Presse fondée à Berlin en 1909 par Paul Cassirer, actives jusqu'en 1922.
- Cranach Presse, du comte Harry Kessler, fondée en 1913 à Weimar (Allemagne).
- Gregynog Press (1922- ?) de Gwendoline et Margaret Davis.
- Shakespeare and Company, fondée en 1922 à Paris comme maison d'édition, par Sylvia Beach.
- The Golden Cockerel Press, lancée par Harold Midgley Taylor en 1920.
- Nonesuch Press, fondée en 1922 par Francis et Vera Meynell, et David Garnett.
- Three Mountains Press, de Bill Bird (Paris, 1922-1928). Bird a vendu son matériel à Nancy Cunard.
- Contact Publishing Company, fondée à Paris en 1922 par Robert McAlmon.
- Officina Bodoni, de Giovanni Mardersteig, Vérone (Italie), de 1922 à 1977.
- Rampant Lions Press créée par Will Carter en 1924, continuée par son fils Sebastian jusqu’en 2008.
- The Black Manikin Press, fondée à Paris en 1926 par Edward W. Titus et financée par son épouse Helena Rubinstein.
- Black Sun Press, fondées en 1927 à Paris par Caresse et Harry Crosby.
- The Hours Press de Nancy Cunard à La Chapelle-Réanville, en France, de 1928 à 1931, première publication de Samuel Beckett, et des œuvres d'Ezra Pound.
- The Carrefour Press, fondée à Paris par Michael Fraenkel et Walter Lowenfels (en).
- The Gemor Press, fondée à New York par Anaïs Nin et Gonzalo More (1892-1950), avec Ian Hugo, active de 1942 à 1947[6].
- The Bern Porter Press, fondée par Bern Porter en 1944 en Californie.
- City Lights Books, fondée en 1953 à San Francisco par Lawrence Ferlinghetti et Peter D. Martin.
- The Perishable Press Limited, créée par Walter Hamady en 1964.
- Happy Dragons' Press, fondée en 1969.
- Something Else Press, dirigée par Dick Higgins de 1964 à 1973.
- Stanbrook Abbey Press, située à Stanbrook Abbey (en) et relancée en 1955 par Hildelith Cumming et Felicitas Corrigan, et disparue en 1991.
- Redstone Press (en), fondée en 1986 par Julian Rothenstein à Londres, dont il s'occupe seul.